# 8640 Ritaschulz
8640 Ritaschulz este un asteroid din centura principală de asteroizi.

## Descriere
8640 Ritaschulz este un asteroid din centura principală de asteroizi. A fost descoperit pe 6 noiembrie 1986 la Stația Anderson Mesa de Edward L. G. Bowell. El prezintă o orbită caracterizată de o semiaxă mare de 2,75 ua, o excentricitate de 0,14 și o înclinație de 5,5° în raport cu ecliptica.